# Gertraud Goderbauer

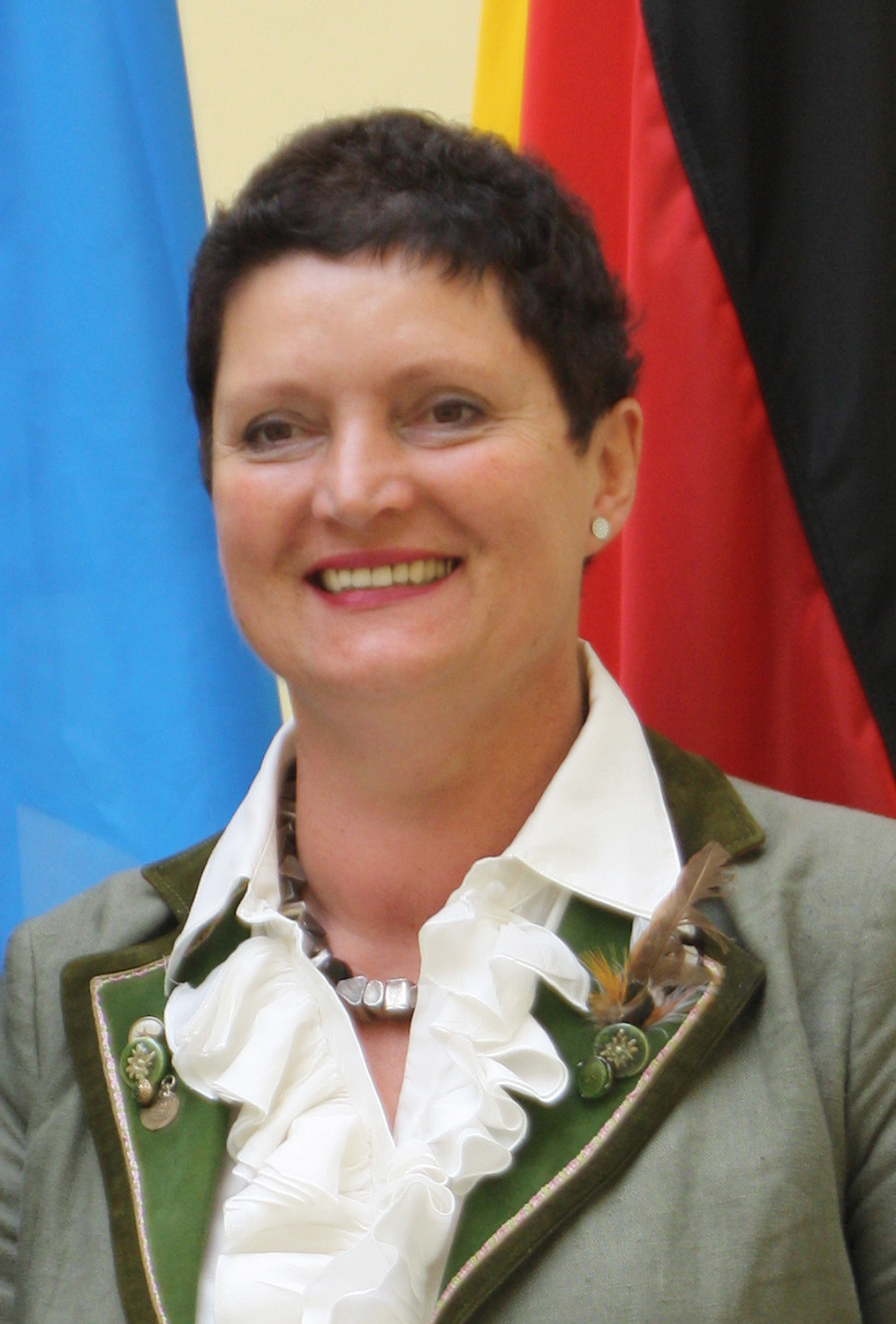
Gertraud Goderbauer (2011)

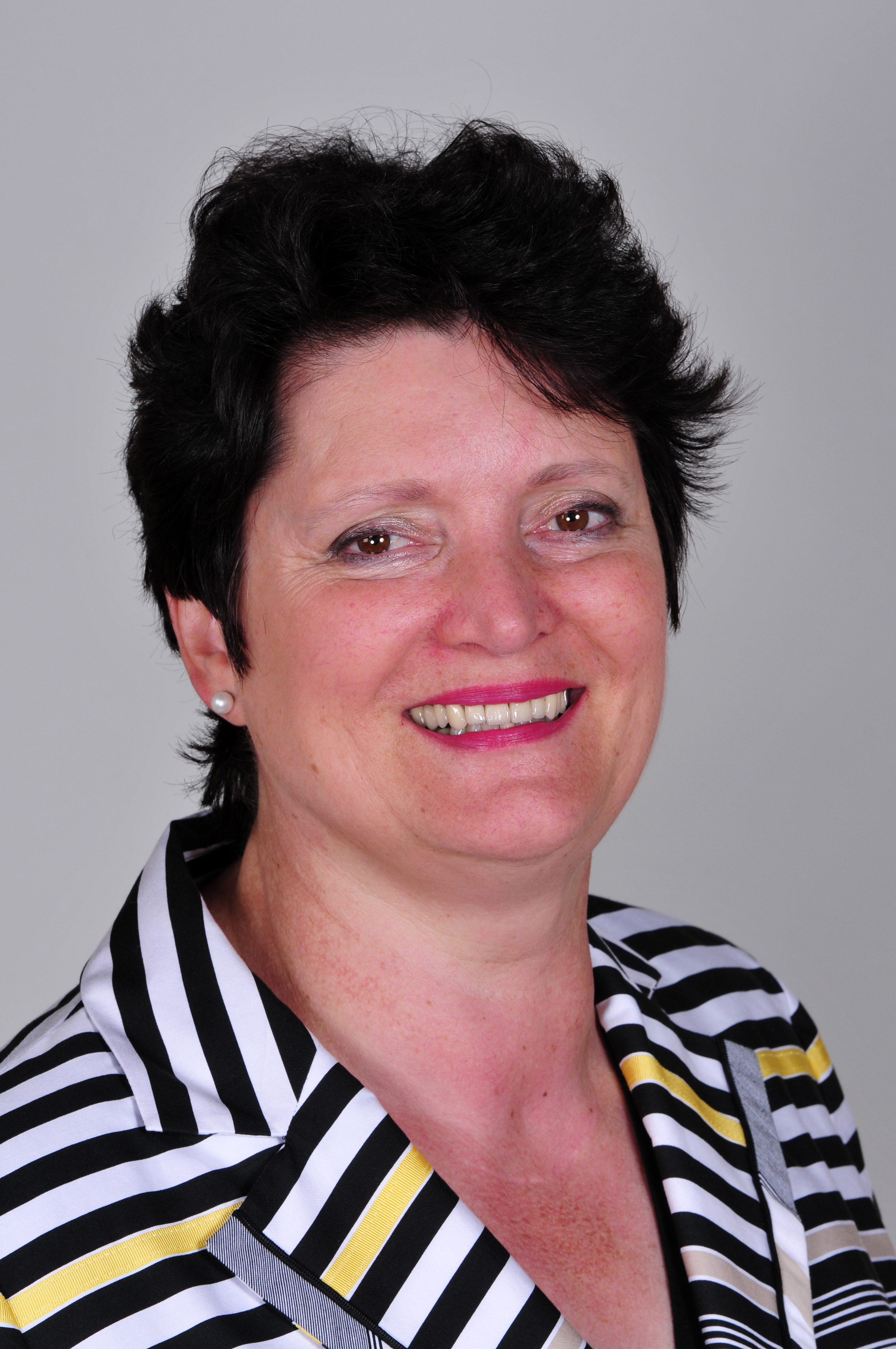
Gertraud Goderbauer (2012)

Gertraud Goderbauer (* 27. August 1955 in Ergolding) ist eine bayerische Politikerin (CSU) und war Abgeordnete des Bayerischen Landtags.

## Ausbildung und Beruf
Gertraud Goderbauer machte nach dem Abitur von 1975 bis 1978 eine Berufsausbildung zur Bankkauffrau und wurde 1985 Meisterin der ländlichen Hauswirtschaft.
Gertraud Goderbauer ist römisch-katholisch, verheiratet und Mutter dreier Kinder.

## Politik
Gertraud Goderbauer ist seit 1987 CSU-Mitglied, nachdem sie bereits von 1975 bis 1990 Mitglied der Jungen Union war. Sie war CSU-Orts- und Kreisvorsitzende sowie Mitglied im Bezirksvorstand der CSU. Kommunalpolitisch war sie in vielen Funktionen aktiv. So war sie ab 1990 Marktgemeinderätin in Ergolding, von 2002 bis März 2004 war sie Zweite Bürgermeisterin. Von 1990 bis 2014 war sie Kreisrätin, vom 10. Mai 2005 bis 10. Oktober 2012 war sie Kreisvorsitzende des Kreisverbands Landshut-Land und von 1994 bis 2003 Bezirksrätin.
Vom 6. Oktober 2003 bis 7. Oktober 2013 war Gertraud Goderbauer Mitglied des Landtags. Dort war sie Mitglied des Ausschusses für Staatshaushalt und Finanzfragen.
Sie vertrat den Stimmkreis Landshut (Wahlkreis Niederbayern) im Landtag.
Am 15. Mai 2013 wurde Goderbauer als Nachfolger von Georg Winter zur Vorsitzenden des Haushaltsausschusses gewählt. Sie war bislang stellvertretende Vorsitzende des Haushalts-Arbeitskreises der CSU-Fraktion. Zur Bundestagswahl 2013 strebte sie eine Aufstellung als Bundestagskandidatin an, unterlag parteiintern aber einem Gegenkandidaten. Sie verzichtete nachfolgend auf eine erneute Landtagskandidatur und legte sämtliche Ämter in der CSU nieder. Bei den Kommunalwahlen 2014 trat sie ebenfalls nicht mehr für den Kreistag an.

## Sonstige Ämter
Gertraud Goderbauer ist Kreisbäuerin im Bayerischen Bauernverband.

## Auszeichnungen
- 2011: Kommunale Verdienstmedaille in Bronze des Bayerischen Staatsministeriums des Innern
- 2014: Bayerische Verfassungsmedaille in Silber